# Гостеприимный
Гостеприи́мный — посёлок в Светлинском районе Оренбургской области России. Административный центр Гостеприимного сельсовета.

## География
Посёлок находится на правом берегу реки Буруктал, на расстоянии 26 км к западу от посёлка Светлый, административного центра района.

### Часовой пояс
Посёлок Гостеприимный, как и вся Оренбургская область, находится в часовой зоне МСК+2. Смещение применяемого времени относительно UTC составляет +5:00.

## История
В 1962 году указом Президиума Верховного Совета РСФСР посёлок центральной усадьбы совхоза «Буруктальский» переименован в Гостеприимный.

## Население
| 2010 |
| ---- |
| 690  |

### Национальный состав
По данным Всероссийской переписи населения 2010 года:
| № | Национальность | Численность, чел. | Доля   |
| - | -------------- | ----------------- | ------ |
| 1 | русские        | 393               | 57 %   |
| 2 | казахи         | 130               | 18,8 % |
| 3 | башкиры        | 47                | 6,8 %  |
| 4 | украинцы       | 28                | 4,1 %  |
| 5 | чуваши         | 26                | 3,8 %  |
| 6 | татары         | 18                | 2,6 %  |
| 7 | другие         | 48                | 7,0 %  |